# Anopheles hervyi
Anopheles hervyi este o specie de țânțari din genul Anopheles, descrisă de Brunhes, Le Goff și Geoffroy în anul 1999.
Este endemică în Niger. Conform Catalogue of Life specia Anopheles hervyi nu are subspecii cunoscute.